# 101 Eskadra IAF
101 Eskadra (hebr. Hakrav Ha’Rishona, „Pierwsza Myśliwska” lub „Pierwsza Bojowa”) – eskadra myśliwska Sił Powietrznych Izraela, bazująca w Chacor i Ramon w Izraelu.

## Historia
Eskadra została sformowana 29 maja 1948 i składała się z 25 samolotów myśliwskich Avia S-199 i jednego wodnosamolotu RC-3 Seabee. Podczas wojny o niepodległość eskadra odniosła 8 powietrznych zwycięstw, tracąc przy tym 11 własnych samolotów.
27 września 1948 eskadra otrzymała z Czechosłowacji 21 samolotów myśliwskich Spitfire LF.9/16, a w październiku – dwa sprowadzone ze Szwecji P-51D Mustangi. Po zakończeniu wojny, w 1949 eskadra przeniosła się z Hatzor do Ramat Dawid. W lipcu 1951 eskadra otrzymała kolejnych 25 myśliwców P-51D Mustang, a w styczniu 1953 przeniesiono myśliwce Spitfire do 107 Eskadry.
W lutym 1956 eskadrę chwilowo rozwiązano, by 11 kwietnia 1956 ponownie ją utworzyć w bazie lotniczej Chacor z 30 samolotami myśliwsko-bombowymi Mystère IVA. Eskadra szybko osiągnęła gotowość bojową i wzięła udział w kryzysie sueskim w 1956 tracąc ujeden samolot.
7 kwietnia 1962 eskadra otrzymała 24 samoloty myśliwskie Mirage IIICJ, a w 1966 kolejne dwa myśliwce Mirage IIIBJ. Piloci przechodzili specjalistyczne szkolenie we Francji. 101 Eskadra wzięła udział w wojnie sześciodniowej w 1967. Myśliwce eskadry prowadziły kolejne fale nalotów na egipskie lotniska Bir Gafgafa, Kair, Bir Tmade, Helwan, Bilbeis i El Minaya, odnosząc 26 zwycięstw powietrznych, tracąc zaledwie 1 własny samolot. 27 maja 1970 roku Odem Marom, który dowodził eskadrą od roku 1967, przekazał stanowisko innemu asowi myśliwskiemu, Jiftachowi Spektorowi.
Jako konsekwencje wojny Francja ogłosiła embargo na dostawy kolejnych Mirage’ów do Izraela, co skłoniło dowództwo sił powietrznych do rozpoczęcia projektowania i budowy własnego samolotu myśliwskiego, wzorowanego na Mirage III. W ten sposób w maju 1971 eskadra otrzymała 6 samolotów myśliwsko-bombowych Nesher (wycofano wówczas ze służby Mirage). Podczas wojny Jom Kipur w 1973 eskadra odniosła 71 zwycięstw powietrznych bez strat własnych.
14 kwietnia 1975 eskadra otrzymała 20 samolotów myśliwskich Kfir C-1, które w maju 1977 zostały zastąpione przez nowsze 20 myśliwców Kfir C-2. W 1983 przeprowadzono kolejną wymianę myśliwców na wersję Kfir C-7, która posiadała nowe silniki i awionikę. W 1987 eskadra została chwilowo rozwiązana, by po ponownym sformowaniu otrzymać 23 samoloty wielozadaniowe F-16D. 22 sierpnia 1991 wprowadzono do służby samoloty F-16C Block 40.
Podczas drugiej wojny libańskiej w 2006 samoloty 101 Eskadry wzięły udział w bombardowaniu celów Hezbollahu w południowym Libanie

## Wyposażenie
Na wyposażeniu 101 Eskadry znajdują się następujące samoloty:
- samoloty wielozadaniowe F-16C.